# Aerofàgia
L'aerofàgia (del grec aeros = aire, phagos = menjar, deglutir) és un problema de salut que ocorre quan una persona s'empassa molt d'aire que arriba a l'estómac. Causa distensió abdominal i freqüents rots i pot causar dolor.

## Causes
L'aerofàgia està associada amb la masticació de goma de mastegar, fumar, beure begudes gasoses, menjar ràpid, amb la pressió d'aire d'un dispositiu de pressió aèria positiva contínua (si és molt gran) i la utilització de pròtesis dentals sense ajustar. En persones amb bloquejos a les vèrtebres cervicals la inhalació pot causar que l'aire entri a l'esòfag i a l'estómac.
És diagnosticada en el 8,8% dels pacients amb retard cognitiu on la coordinació entre empassar i respirar no està ben definida. En un cas, l'aerofàgia va ser tractada reeixidament amb torazina, un antipsicòtic usat a vegades per tractar el singlot.
És un efecte secundari perillós de la ventilació no invasiva (VNI), usada comunament en tractaments de problemes respiratoris i atenció cardiovascular crítica o en cirurgia quan cal anestèsia general. En el cas d'aerofàgia durant la VNI, és diagnosticat normalment per especialistes mèdics experimentats que controlen als pacients de manera intermitent durant l'ús de la VNI. El diagnòstic està basat en el so registrat mitjançant un estetoscopi col·locat fora de l'activitat abdominal. Usant aquest mitjà, el problema es detecta de vegades després que es produeix, possiblement també després del necessari. La detecció tardana de l'aerofàgia pot portar a distensió gàstrica, la qual cosa podria inflar el diafragma o causar l'aspiració del contingut estomacal cap als pulmons o la ruptura pneumàtica de l'esòfag a causa d'insuflació gàstrica extrema.